# 亚洲湖泊列表
本列表列出亞洲的湖泊。其中亞洲蓄水量最大的湖泊是在歐亞邊界的裏海。

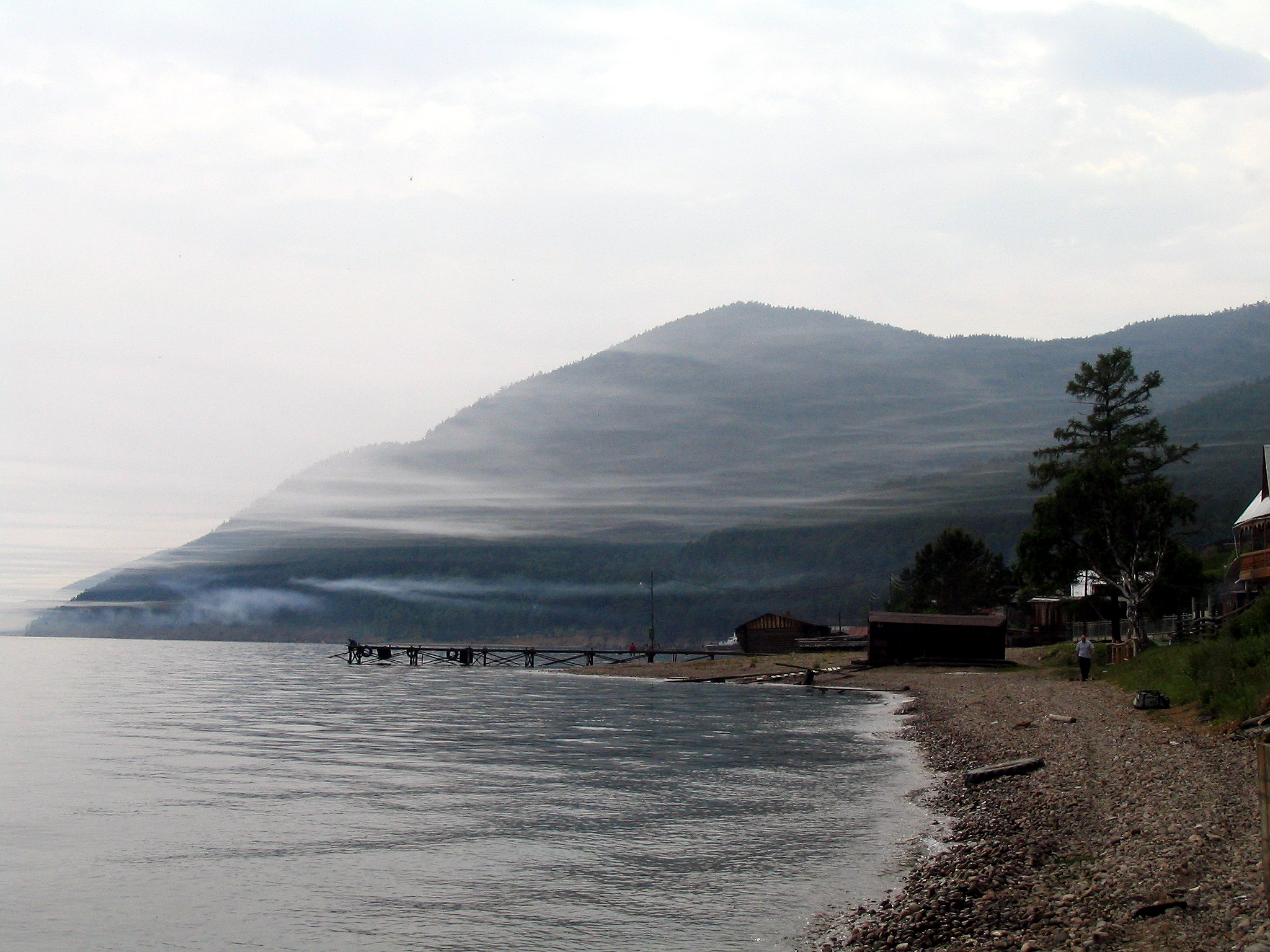
貝加爾湖西南岸

## 北亚

### 俄羅斯(亞洲部分)湖泊
- 泰梅爾湖
- 庫里爾斯科耶湖
- 贝加尔湖，是亞洲第一大淡水湖，亦是世界最深的湖泊。
- 兴凯湖，位于中俄边境的国际湖泊。
- 基濟湖
- 希拉湖
- 哈桑湖，位於濱海邊疆區與北韓接壤邊境。
- 耶謝伊湖，俄羅斯中北部的大型淡水湖。

## 東亞

### 蒙古国湖泊
- 库苏古尔湖
- 哈爾烏蘇湖
- 烏布蘇湖

### 中国湖泊
- 太湖
- 青海湖
- 洞庭湖
- 鄱陽湖
- 呼倫湖
- 陽澄湖
- 羊卓雍錯

### 臺灣湖泊
- 梅花湖
- 日月潭
- 鯉魚潭
- 南仁湖

### 湖泊
- 長淵湖
- 侍中湖
- 天池 (長白山)，位處中韓邊界的火山口天然湖。

### 日本湖泊
- 琵琶湖，為日本最大的湖泊。
- 霞浦，總面積達220平方公里，為日本第二大淡水湖。
- 十和田湖
- 豬苗代湖
- 中海
- 富士五湖
- 宍道湖
- 支笏湖 ：日本緯度最北的不凍湖
- 洞爺湖
- 濱名湖
- 阿寒湖
- 中禪寺湖
- 八郎潟
- 屈斜路湖
- 巨椋池
- 摩周湖：日本澄清度最高的湖泊
- 田澤湖：日本最深之湖。
- 蘆之湖
- 諏訪湖：長野縣最大的湖。

## 东南亚
越南
- 三海湖，越南最大的天然湖泊，位于河内以北的山区。
- 西湖 (河内)，亦名金牛湖，环湖多有寺庙宫殿。
- 還劍湖，河內市中心的主要湖泊。
- 竹帛湖，原为西湖的一部分，1620年修筑固御堤后分开。

 马来西亚
- 肯逸湖,是全马和全东南亚最大的人造淡水湖泊。

 緬甸
- 印多吉湖，一緬甸北部的內陸湖，也是東南亞最大的內陸湖。

 柬埔寨
- 洞里萨湖，又名金邊湖，位于柬埔寨境内西部，是东南亚最大的淡水湖。
- 皇家浴池，位於吳哥的一座人工湖古蹟。

 泰國
- 宋卡湖，是东南亚第二大的淡水湖泊。

 菲律賓
- 貝湖，面積949平方公里，平均水深僅2米，是一個火山堰塞湖。

 印度尼西亞
- 多巴湖，世界上最大的火山湖。

## 中亚
- 里海，在亞歐交界，東岸為哈薩克及土庫曼，是世界最大的湖泊。
- 咸海，是哈薩克和烏茲別克交界的一个内流鹹水湖，水源主要為阿姆河和錫爾河。
- 伊塞克湖，處吉尔吉斯西北部天山山脉北侧，是世界面积第二大的高山湖泊，仅次於的的喀喀湖。
- 艾克湖，位於俄羅斯奧倫堡州與哈薩克阿克托貝州邊界，面積65平方公里。

- 巴尔喀什湖，是世上極少數有鹹淡湖水分別佔半的湖，為一典型的內陸湖。
- 斋桑泊，位於阿尔泰山西麓，额尔齐斯河流经此湖。
- 阿拉湖，為阿拉山口的延伸，是一鹹水湖。湖西北有薩瑟克湖，中間以沼澤相連。
- 薩瑟克湖，為一面積600平方公里的鹹水湖，水位最高時面積達736平方公里。最大深度4.7公尺。

## 西亚
- 死海 ，是世界上最深、最鹹的鹹水湖，也是世界上最低的湖泊。
- 里海，位於歐亞交界，是世上最大及蓄水量最多之湖泊。
- 乌尔米耶湖，又稱爾米亞湖，因湖邊的爾米亞市而得名。為各類野生候鳥的過境棲息地，此湖已列入聯合國教科文組織之生物圈保留區。
- 凡湖，該湖為一內流湖，形成於更新世的火山活動。自1995年起當地傳出有湖怪的消息。
- 加利利海，是地球上海拔最低的一個淡水湖。
- 六角池，位於戈蘭高地西部一個天然水池。
- 塞凡湖，為高加索地區最大的湖泊，位於亞美尼亞東部。

## 南亚
- 吉爾卡湖，世界第二大潟湖，是印度次大陸最大的候鳥棲息地之一。
- 班公錯，青藏高原西部的一座湖泊，位於西藏和克什米爾邊境。

## 外部連結
1. ↑  . 《中国大百科全书》第三版网络版. 2022-12-27  [2024-10-01]. （原始内容存档于2024-10-07）.